# Avortement clandestin !
Pour plus de détails, voir Fiche technique et Distribution.
Avortement clandestin ! est un film  franco-belge réalisé en 1972 par Pierre Chevalier et sorti en 1973.

## Fiche technique
- Titres alternatifs en France : 
  - Des orgies pour messieurs seuls
  - Le roman d'une jeune fille
  - Le viol
- Réalisation : Pierre Chevalier, assisté de Daniel Lesoeur
- Scénario : Pierre Chevalier, Marius Lesoeur, Bob Sirens
- Photographie : Johan Vincent
- Son : Pierre Goumy
- Montage : Fernande Pineau et Pierre Quérut
- Musique : Jean-Michel Guise et Jean-Jacques Robert
- Production : Marius Lesoeur, Jean Quérut
- Sociétés de production : Brux International Pictures ( Belgique), Eurociné ( France)
- Directeur de production : Marius Lesoeur
- Sociétés de distribution : Eurociné (France)- Film International (Belgique)
- Pays : Modèle:Frt -  Belgique
- Langue originale : français
- Format : couleur - Son mono
- Genre  : drame
- Durée : 63 minutes
- Date de sortie :	
  - France : 19 avril 1973

## Distribution
- Mireille Dargent : Sophie Beltois, une jeune employée qui refuse de garder le bébé dont elle est enceinte car il est le fruit d'un viol collectif
- Monique Gérard : sa mère qui la soutient psychologiquement et l'aide pratiquement
- Daniel Bellus : Jacques
- Olivier Mathot : le directeur de l'agence
- Alice Arno : Marie-France, son amie
- Marcel Charvey : le premier médecin
- Alix Mahieux : Mme Brunet
- Lily Baron : l'accoucheuse